# Хронологија инвазије Русије на Украјину (март 2025)
Овај чланак обухвата дешавања која су се догодила у марту 2025. године, за време инвазије Русије на Украјину.

## Хронологија

### 1. март
Украјинска противваздухопловна одбрана уништила је 103 од укупно 154 дрона, које је Русија лансирала у свом последњем ноћном нападу.

### 2. март
Британија ће Украјини пружити нови пакет војне помоћи вредан укупно 1,6 милијарди фунти. Тај новац биће употребљен за финансирање производње 5.000 ракета противваздушне одбране.

### 3. март
Руске оружане снаге уништиле су инфраструктуру војних аеродрома и погоне за производњу беспилотних летелица Оружаних снага Украјине у Дњепропетровској области.

### 4. март
Амерички председник Доналд Трамп обуставио је сву војну помоћ Украјини, након прошлонедељног вербалног сукоба Трампа са украјинским председником Володимиром Зеленским у Белој кући.
Одбрамбене снаге Украјине обориле су 65 руских дронова у синоћним нападима, док су 32 беспилотне летелице изгубљене на терену. Напади су, ипак, изазвали штету у Одеској, Сумској и Доњецкој области.

### 5. март
Украјинске одбрамбене снаге обориле су 115 руских дронова, а још 55 беспилотних летелица је изгубљено на терену.
Руска војска је извела ракетни удар на Павлоград, Дњепропетровска област, оштетивши два индустријска предузећа. Поред тога, руска војска је тешком артиљеријом гранатирала покровску општину Никопољског округа.

### 6. март
Руске снаге током ноћи лансирале су две балистичке ракете и 112 дронова у напад на Украјину. Ваздухопловство је оборило 68 дронова, а да још 43 нису достигле своје циљеве вероватно због електронских противмера.

### 7. март
Поново се енергетска и гасна инфраструктура у различитим регионима Украјине нашла под масивним ударима ракета и дронова. У нападу су оштећена постројења за производњу природног гаса украјинске државне компаније за нафту и гас Нафтогас.
Украјинске ваздухопловне снаге су први пут користиле борбене авионе мираж-2000 које је донирала Француска како би одбили руски напад.

### 8. март
Украјински дронови напали су руска нафтна постројења. Нападнута је рафинерија нафте Киришинефтеоргсинтез (КИНЕФ) у Лењинградској области.

### 9. март
На свим правцима курског дела фронта, све јединице специјалних снага Ахмат су кренуле у велику офанзиву. Непријатељ напушта позиције, оставља заузете делове.
Украјински дрон ударио је током ноћи у индустријско постројење у руској области код реке Волге у Чувашији, 1.300 километара од границе са Украјином.

### 10. март
Руске снаге додатно су напредовале у региону Курска у оквиру велике операције опкољавања која има за циљ да примора хиљаде украјинских војника да побегну или да се предају у западној Русији. Украјинске трупе заузеле су око 1.300 квадратних километара Курске области у августу, покушавајући да стекну бољу позицију у будућим преговорима и да приморају Русију да пребаци снаге из источне Украјине. Али до средине фебруара, Русија је повратила најмање 800 квадратних километара територије у Курску и последњих дана покренула велику офанзиву из више праваца која прети да прекине украјинске линије снабдевања и потенцијалне руте повлачења.

### 11. март
Руске снаге противваздушне одбране (АДФ) уништиле су 337 украјинских беспилотних летелица изнад региона Руске Федерације.

### 12. март
Руски падобранци заузели су велика упоришта Оружаних снага Украјине у области зоне града Часов Јар у Доњецкој области, а том приликом је уништена јединица непријатељске пешадије и снајпериста. Часов Јар игра важну улогу због своје локације и његово заузимање омогућило би руским трупама да наставе офанзиву, која је почела крајем пролећа 2024. у правцу Славјанск-Краматорск.

### 13. март
Шведска ће Украјини послати више од 1,4 милијарде шведских круна (137,7 милиона долара) за помоћ у обнови и развоју.
Финска и Украјина потписале су билатерални споразум о сарадњи у области одбране. Две земље су се сагласиле да треба да продубе своју сарадњу у области одбране, укључујући и у наоружавању, размени обавештајних података као и производњу муниције. Финскa ће дати нови пакет војне помоћи за Украјину, вредан око 200 милиона евра, који укључује артиљеријску муницију.

### 14. март
Украјинска војска је током ноћи оборила 16 од 27 дронова које је лансирала Русија. Још девет дронова није достигло своје циљеве.

### 15. март
Системи ПВО су током ноћи елиминисали 126 украјинских беспилотних летелица изнад шест руских региона.
Украјинска војска која је остала у Суџи, Курска област, повлачи се у малим јединицама, чак и не обезбеђујући себи покриће. Цела Суџа и сви њени оближњи становници су под контролом трупа Руске Федерације.

### 16. март
Оружане снаге Русије погодиле су војне аеродроме, погоне за производњу дронова и складишта украјинске војске.

### 17. март
Украјински напад дроном током ноћи гађао је енергетске објекте и друге објекте у руској области Астрахан, при чему је једна особа повређена, и изазван пожар.
Немачка је предала нови пакет војне помоћи Украјини, који укључује оклопна возила, артиљерију, муницију и дронове. Између осталог нови пакет укључује 22 возила са засадом отпорном на мине (МРАП), 3 самоходна топа ГЕПАРД са резервним деловима, као и 10.000 метака за њих.

### 18. март
Председник Русије Владимир Путин је, након разговора са америчким колегом Доналдом Трампом, дао наредбу руској војсци да обустави нападе на украјинску енергетску инфраструктуру у периоду од 30 дана.

### 19. март
У нападу украјинских дронова у Краснодарској Покрајини у Русији, избио је пожар на складишту нафте. Пожар је захватио 20 квадратних метара. Оштећен је цевовод између резервоара. Активиран је аутоматски систем за гашење и хлађење пожара.

### 20. март
Руске снаге су напале Украјину са 171 ударном беспилотном летелицом шахед и разним типовима симулаторских дронова. ПВО је успела да обори 75 дронова, док су 63 изгубљена на локацијама.

### 21. март
Експлозија је потресла складиште нафте у руској Краснодарској покрајини где ватрогасци покушавају да угасе пожар који је избио после украјинског напада дроном. Током гашења, услед смањења притиска у запаљеном резервоару, дошло је до експлозије нафтних деривата. Ватра се проширила на још један резервоар, а површина пожара је порасла на 10.000 квадратних метара. Украјина је већ прекршила предложени прекид ватре на енергетским локацијама нападом на складиште.

### 22. март
Руске снаге противваздушне одбране уништиле су авион миг-29 украјинског ратног ваздухопловства. Системи противваздушне одбране такође су током дана оборили пет вођених бомби ЈДАМ и пет ракета за вишеструко лансирање америчке производње Химар, као и 142 украјинске беспилотне летелице.

### 23. март
Ваздухопловство је успешно извршило удар на подручје концентрације снага руске 1. одвојене гардијске моторизоване бригаде 103, моторизованог стрељачког пука у заклону и подруму склоништа у граду Торецку, Доњецка област. Уништено је непријатељско особље, укључујући јуришне групе и оператере беспилотних летелица.

### 24. март
Снаге за специјалне операције Оружаних снага Украјине у сарадњи са Главном обавештајном управом Министарства одбране, Ракетним снагама и артиљеријом уништиле су два руска хеликоптера Ка-52 и два Ми-8 у Белгородској области.
Оператери беспилотних летелица Националне гарде Русије открили су и уништили привремену тачку размештаја Оружаних снага Украјине у Харковској области. Удари су координисани помоћу извиђачког дрона. У нападу су елиминисани и војници Оружаних снага Украјине који су се тамо налазили.

### 25. март
Припадници групе Север ликвидирали су током напада у Курској области 15 украјинских војника и једног заробили. Посада ловца Су-34 извео је напад на упориште украјинске војске у Курској области.

### 26. март
Руске снаге су ноћас масовно напале дроновима Криви Рог, било је најмање 15 експлозија. У Сумију су оштећена 73 објекта, од чега 12 нестамбених објеката, 36 стамбених зграда, а 25 приватних стамбених зграда.

### 27. март
Русија је током ноћи лансирала 86 дронова и балистичку ракету. Украјинско ваздухопловство је оборило 42 беспилотне летелице, а још 26 није стигло до својих циљева.

### 28. март
Изнад седам региона Русије током ноћи уништено је 78 украјинских дронова.
Украјинске оружане снаге уништиле су гасну мерну станицу Суџа ракетним системом ХИМАРС. Двоструки напад на гасну станицу Суџа изазвао је велики пожар, док је енергетски објекат практично уништен.

### 29. март
Украјинске снаге извеле су ваздушни удар на гранични пункт Погар у руској Брјанској области, одакле је руска војска лансирала своје беспилотне летелице камиказе. Као резултат украјинског напада, уништена је војна инфраструктура контролног пункта, укључујући опрему за комуникацију и електронско ратовање и друга техничка средства.

### 30. март
Украјинска противваздухопловна одбрана уништила је 65 од 111 руских дронова, још 35 дронова локално изгубљено, a штета је пријављена у регионима Харкова, Сумија, Одесе и Доњецка.

### 31. март
Министарство одбране Холандије ће издвојити две милијарде евра за војну помоћ Украјини. Министарство предвиђа подршку украјинском пројекту Линија дронова, која треба да прошири употребу дронова у елитним јединицама копнених снага и државне граничне службе.
Шведска је најавила трансфер свог највећег пакета војне помоћи Украјини, вредног скоро 1,6 милијарди долара. Pакет укључује, између осталог, подршку украјинској противваздушној одбрани, артиљерији, сателитским комуникацијама и поморским способностима.